# Kanurennsport-Europameisterschaften 2016

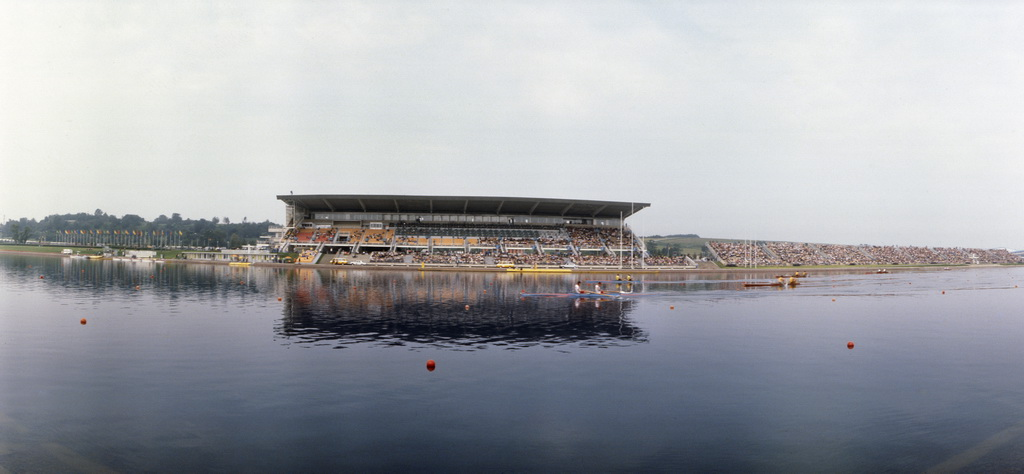
Ruderzentrum Krylatskoje

Die Kanurennsport-Europameisterschaften 2016 fanden in Moskau statt. Dies entschied der Europäische Kanuverband im März 2013. Russland war zum ersten Mal Gastgeber einer EM, nachdem schon die Kanurennsport-Weltmeisterschaften 2014 ausgerichtet wurden. 1969 war die Sowjetunion schon einmal Gastgeber einer EM.

## Herren
| Wettbewerb | Gold                                                                                     | Zeit          | Silber                                                                     | Zeit          | Bronze | Zeit          |
| C-1 200 m  | Andrij Krajtor                                                                           | 39,080 s      | Henrikas Žustautas                                                         | 39,432 s      | Arzjom Kosyr | 39,440 s      |
| C-1 500 m  | Martin Fuksa                                                                             | 1:48,520 min  | Michail Pawlow                                                             | 1:50,548 min  | Oleg Tarnovschi | 1:50,832 min  |
| C-1 1000 m | Sebastian Brendel                                                                        | 3:51,248 min  | Serghei Tarnovschi                                                         | 3:52,164 min  | Martin Fuksa | 3:52,688 min  |
| C-1 5000 m | Tamás Kiss                                                                               | 22:15,350 min | Ronald Verch                                                               | 22:19,180 min | Mateusz Kamiński | 22:48,500 min |
| C-2 200 m  | Belarus Hleb Saladucha Aliaksandr Vauchetski                                             | 36,996 s      | Deutschland Stefan Kiraj Stefan Holtz                                      | 37,216 s      | Russland Alexander Kowalenko Andrij Krajtor | 37,464 s      |
| C-2 500 m  | Russland Wiktor Melantjew Iwan Schtyl                                                    | 1:41,216 min  | Rumänien Iosif Chirilă Victor Mihalachi                                    | 1:42,796 min  | Ukraine Witalij Werheles Denys Kamerylow | 1:43,520 min  |
| C-2 1000 m | Russland Alexei Korowaschkow Ilja Perwuchin                                              | 3:37,804 min  | Belarus Andrej Bahdanowitsch Aljaksandr Bahdanowitsch                      | 3:40,212 min  | Ungarn Henrik Vasbányai Róbert Mike | 3:40,532 min  |
| C-4 1000 m | Russland Kirill Schamschurin Wiktor Melantjew Rassul Ischmuchamedow Wladislaw Tschebotar | 3:25,044 min  | Ukraine Denys Kowalenko Witalij Werheles Denys Kamerylow Eduard Schemetylo | 3:26,736 min  | Rumänien Iosif Chirilă Adi-Aurelian Grozuta Petre Condrat Simion Cosmin                                                                         | 3:26,884 min  |
| K-1 200 m  | Liam Heath                                                                               | 34,412 s      | Petter Menning                                                             | 34,872 s      | Aleksejs Rumjancevs Ignas Navakauskas | 35,072 s      |
| K-1 500 m  | Tom Liebscher                                                                            | 1:37,684 min  | René Holten Poulsen                                                        | 1:39,184 min  | Bence Nádas | 1:39,192 min  |
| K-1 1000 m | Fernando Pimenta                                                                         | 3:29,040 min  | René Holten Poulsen                                                        | 3:32,296 min  | Bálint Kopasz | 3:32,656 min  |
| K-1 5000 m | Fernando Pimenta                                                                         | 20:09,690 min | René Holten Poulsen                                                        | 20:11,870 min | Aleh Jurenja | 20:12,420 min |
| K-2 200 m  | Serbien Nebojša Grujić Marko Novaković                                                   | 31,284 s      | Ungarn Bence Horváth Máte Szomolányi                                       | 31,332 s      | Deutschland Ronald Rauhe Tom Liebscher | 31,384 s      |
| K-2 500 m  | Slowakei Martin Jankovec Gábor Jakubík                                                   | 1:29,712 min  | Spanien Gabriel Campo Ruben Millan                                         | 1:29,984 min  | Belarus Wital Bjalko Raman Petruschenka | 1:30,816 min  |
| K-2 1000 m | Deutschland Max Hoff Marcus Gross                                                        | 3:12,732 min  | Ungarn Tibor Hufnágel Bence Dombvári                                       | 3:13,008 min  | Serbien Marko Tomićević Milenko Zorić | 3:13,832 min  |
| K-4 500 m  | Ungarn Bence Nádas Péter Molnár Sándor Tótka Tamás Somorácz                              | 1:19,760 min  | Slowakei Denis Myšák Juraj Tarr Erik Vlček Tibor Linka                     | 1:20,560 min  | Spanien Francisco Cubelos Albert Marti Roi Rodriguez Diego Cosgaya Russland Artjom Kusachmetow Oleg Gussew Alexander Sergejew Wladislaw Blinzow | 1:21,228 min  |
| K-4 1000 m | Slowakei Denis Myšák Juraj Tarr Erik Vlček Tibor Linka                                   | 2:51,640 min  | Russland Kirill Ljapunow Roman Anoschkin Wassili Pogreban Oleg Schestkow   | 2:52,156 min  | Polen Martin Brzeziński Rafał Rosolski Bartosz Stabno Norbert Kuczyński                                                                         | 2:53,440 min  |

## Frauen
| Wettbewerb | Gold                                                                    | Zeit          | Silber                                                                            | Zeit          | Bronze                                                                     | Zeit          |
| C-1 200 m  | Olessja Romassenko                                                      | 47,616 s      | Stanilija Stamenowa                                                               | 48,712 s      | Paula Postaru                                                              | 49,116 s      |
| C-2 500 m  | Belarus Nadseja Makartschanka Alena Nasdrowa                            | 2:02,672 min  | Russland Irina Andrejewa Olessja Romassenko                                       | 2:03,752 min  | Ungarn Virág Balla Kincső Takács                                           | 2:04,816 min  |
| K-1 200 m  | Lasma Liepa                                                             | 40,792 s      | Jess Walker                                                                       | 40,940 s      | Ivana Kmeťová                                                              | 41,000 s      |
| K-1 500 m  | Danuta Kozák                                                            | 1:48,600 min  | Franziska Weber                                                                   | 1:49,324 min  | Emma Jørgensen                                                             | 1:49,576 min  |
| K-1 1000 m | Kristina Bedec                                                          | 4:00,840 min  | Tamara Takács                                                                     | 4:00,988 min  | Conny Wassmuth                                                             | 4:03,128 min  |
| K-1 5000 m | Maryna Litwintschuk                                                     | 22:23,450 min | Dóra Bodonyi                                                                      | 22:24,550 min | Yuliana Salakhova                                                          | 22:25,750 min |
| K-2 200 m  | Deutschland Franziska Weber Tina Dietze                                 | 37,548 s      | Russland Elena Terekhova Anastasia Nevskaya                                       | 38,296 s      | Belarus Marharyta Machnewa Maryna Litwintschuk                             | 38,448 s      |
| K-2 500 m  | Ungarn Gabriella Szabó Danuta Kozák                                     | 1:41,316 min  | Deutschland Sabrina Hering Steffi Kriegerstein                                    | 1:42,556 min  | Belarus Nadseja Ljapeschka Maryna Litwintschuk                             | 1:43,564 min  |
| K-2 1000 m | Serbien Milica Starović Dalma Ružičić-Benedek                           | 3:38,564 min  | Ungarn Tamara Takács Erika Medveczky                                              | 3:40,444 min  | Rumänien Ciuta Florida Iuliana Țăran                                       | 3:43,840 min  |
| K-4 500 m  | Ungarn Gabriella Szabó Tamara Csipes Danuta Kozák Krisztina Fazekas-Zur | 1:30,940 min  | Belarus Marharyta Machnewa Wolha Chudsenka Nadseja Ljapeschka Maryna Litwintschuk | 1:31,380 min  | Deutschland Franziska Weber Steffi Kriegerstein Sabrina Hering Tina Dietze | 1:32,280 min  |

## Medaillenspiegel
Blau unterlegt die Gastgebernation.
| Rang   | Land                   | Gold | Silber | Bronze | Gesamt |
| ------ | ---------------------- | ---- | ------ | ------ | ------ |
| 1      | Ungarn                 | 5    | 5      | 4      | 14     |
| 2      | Russland               | 5    | 4      | 3      | 12     |
| 3      | Deutschland            | 4    | 4      | 3      | 11     |
| 4      | Belarus                | 3    | 2      | 5      | 10     |
| 5      | Serbien                | 3    | 0      | 1      | 4      |
| 6      | Slowakei               | 2    | 1      | 1      | 4      |
| 7      | Portugal               | 2    | 0      | 0      | 2      |
| 8      | Vereinigtes Königreich | 1    | 1      | 0      | 2      |
| 9      | Tschechien             | 1    | 0      | 1      | 2      |
| 10     | Türkei                 | 1    | 0      | 0      | 1      |
| 11     | Dänemark               | 0    | 3      | 1      | 4      |
| 12     | Rumänien               | 0    | 1      | 3      | 4      |
| 13     | Spanien                | 0    | 1      | 2      | 3      |
| 14     | Litauen                | 0    | 1      | 1      | 2      |
| 14     | Moldau                 | 0    | 1      | 1      | 2      |
| 14     | Ukraine                | 0    | 1      | 1      | 2      |
| 17     | Bulgarien              | 0    | 1      | 0      | 1      |
| 17     | Schweden               | 0    | 1      | 0      | 1      |
| 19     | Polen                  | 0    | 0      | 2      | 2      |
| 20     | Lettland               | 0    | 0      | 1      | 1      |
| Gesamt | Gesamt                 | 27   | 27     | 29     | 77     |